# Pterolophia mallicolensis
Pterolophia mallicolensis är en skalbaggsart som först beskrevs av Stefan von Breuning 1948.  Pterolophia mallicolensis ingår i släktet Pterolophia och familjen långhorningar.
Artens utbredningsområde är Vanuatu. Inga underarter finns listade i Catalogue of Life.